# Букварь Новой Англии
Букварь Новой Англии (англ. The New England Primer) — первая печатная книга, созданная для обучения в британских колониях. Учебник был самым успешным пособием, опубликованным в колониальной Америке XVII века. Являлся основой для большинства школ до 1790-х годов.

## История
Книга была издана британским редактором Бенджамином Харрисом в Бостоне в 1688 году. Она состояла из ста страниц, каждая из которых содержала религиозные тексты и иллюстрации. По этой причине букварь также называли «маленькая Библия Новой Англии». Обучение начинали со знакомства с алфавитом, простыми буквосочетаниями и слогами. В книге освещались темы греха, смерти, наказания и спасения души. Каждые буквы, слоги и предложения раскрывались в расположенных по алфавиту рифмованных двустишиях, стихах, молитвах и цитатах из Библии.
Несмотря на то, что книгу издали в Новой Англии, востребована она была на территории всей колониальной Америки, и в некоторых частях Великобритании. Учебник печатали многие издательства и практически каждое вносило свои изменения. Разные версии содержали в себе «Отче наш», «Десять заповедей», Вестминстерское исповедание, детский катехизис «Духовное молоко для американских детей» и «Вечернюю молитву». Для некоторых народностей выпускали адаптированные издания. Например, в 1781 году выпустили «Индейский букварь», содержащий тексты на могаукском и на английском языках. Некоторые изменения учебник претерпел во времена Великого пробуждения. Основной акцент сместился с Божьего гнева на Божью любовь, грехам и наказаниям стали уделять меньше внимания. В текст добавили новые молитвы и гимны, например «Колыбельный гимн» Исаака Уоттса. В 1790 году в одном издании учебника грамотность рассматривали как средство к достижению материального достатка, а не как путь к спасению. К 1830 году букварь был издан в 450 различных вариациях, количество проданных копий составляло около 6-8 миллионов. Букварь Новой Англии использовали для обучения до начала XIX века.

## В литературе
Фраза «Киты в морях Гласу божьему внемлют» (Whales in the sea God’s voice obey) является одним из эпиграфов романа Германа Мелвилла «Моби Дик».